# Jimmy Hill (calciatore nordirlandese)
Matthew James Hill, detto Jimmy (Carrickfergus, 31 ottobre 1935), è un allenatore di calcio ed ex calciatore nordirlandese, di ruolo centrocampista.

## Palmarès

### Giocatore

#### Competizioni nazionali
- Campionato nordirlandese: 3

Linfield: 1953-1954, 1954-1955, 1955-1956
- Coppa di Lega inglese: 1

Norwich City: 1961-1962